# Nimapada
Nimapada is een stad en “notified area” in het district Puri van de Indiase staat Odisha. 

## Demografie
Volgens de Indiase volkstelling van 2001 wonen er 16.914 mensen in Nimapada, waarvan 52% mannelijk en 48% vrouwelijk is. De plaats heeft een alfabetiseringsgraad van 77%. 